# Svensktoppen 1987
Svensktoppen 1987 är en sammanställning av de femton mest populära melodierna på Svensktoppen under 1987.
Populärast var Som stormen river öppet hav av Susanne Alfvengren och Mikael Rickfors. Melodin fick sammanlagt 5654 poäng under 29 veckor.
Populärast från årets melodifestival var Arja Saijonmaas Högt över havet, som fick 2429 poäng under 11 veckor. Andra populära bidrag var Fyra Bugg & en Coca Cola och Dansa i neon.
Populäraste artisterna var Lotta Engberg, Arja Saijonmaa och Lena Philipsson, med två låtar var på årssammanfattningen och en var från årets melodifestival.

## Årets Svensktoppsmelodier 1987
| Nr | Artist                               | Titel                       | Poäng | Antal veckor |
| -- | ------------------------------------ | --------------------------- | ----- | ------------ |
| 1  | Susanne Alfvengren & Mikael Rickfors | Som stormen river öppet hav | 5654  | 29           |
| 2  | Björn Afzelius & Mikael Wiehe        | Mitt hjärtas fågel          | 4090  | 25           |
| 3  | Sten & Stanley/Sten Nilsson          | En sång om kärlek           | 3926  | 23           |
| 4  | Gemini                               | Mio min Mio                 | 3544  | 10           |
| 5  | Kikki Danielsson                     | Papaya Coconut              | 3107  | 12           |
| 6  | Ratata & Anni-Frid Lyngstad          | Så länge vi har varann      | 3066  | 21           |
| 7  | Lasse Stefanz & Lotta Engberg        | Världens lyckligaste par    | 2680  | 17           |
| 8  | Milla's Mirakel!                     | Rytmen av ett regn          | 2552  | 12           |
| 9  | Arja Saijonmaa                       | Högt över havet             | 2429  | 11           |
| 10 | Lotta Engberg                        | Fyra Bugg & en Coca Cola    | 2116  | 6            |
| 11 | Marie Fredriksson                    | Efter stormen               | 2093  | 9            |
| 12 | Streaplers                           | Jag har en dröm             | 2088  | 17           |
| 13 | Arja Saijonmaa                       | Jag vill leva i Europa      | 2061  | 14           |
| 14 | Lena Philipsson                      | Dansa i neon                | 2014  | 13           |
| 15 | Lena Philipsson                      | Saknar dej innan du går     | 1840  | 14           |